# Vicomte Montgomery d'Alamein

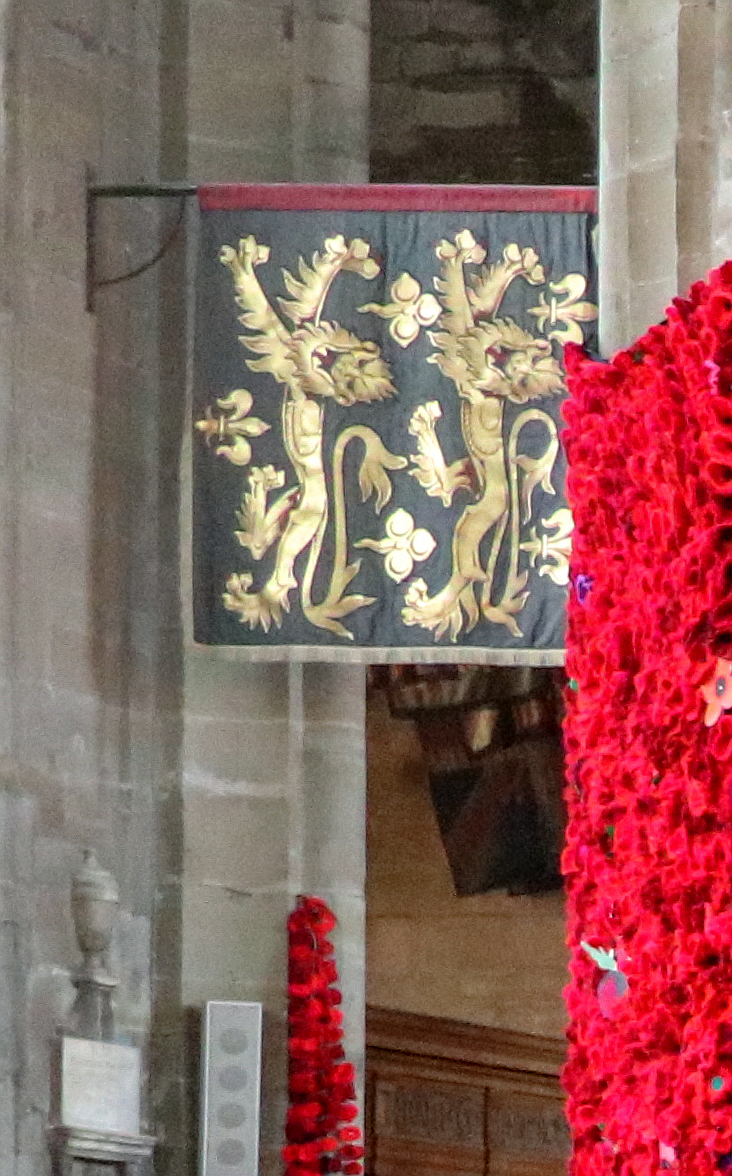
La bannière de la jarretière du 1er vicomte exposée à St Mary's, Warwick.

Le Vicomte Montgomery d'Alamein de Hindhead dans le comte de Surrey, est un titre de la pairie du Royaume-Uni.

## Histoire
La vicomté est créée en 1946 pour le commandant militaire du Field Marshal Bernard Montgomery commémorant sa victoire cruciale lors de la deuxième bataille d'El Alamein (23 octobre-3 novembre 1942) dans la ville égyptienne du même nom, qui a scellé le sort de Rommel, commandant de l'Afrikakorps.
À partir de 2020, le titre est détenu par son petit-fils, Henry Montgomery, 3e vicomte Montgomery d'Alamein, qui lui succède cette année-là. Il n'y a actuellement aucun héritier au titre car le 3e vicomte n'a pas de fils et il n’y a aucun descendant masculin vivants du 1er vicomte. Si le 3e vicomte meurt sans descendance masculine, le titre s'éteindra.

## Vicomtes Montgomery (1946)
- Bernard Law Montgomery, 1er vicomte Montgomery d'Alamein (1887-1976)
- David Bernard Montgomery, 2e vicomte Montgomery d'Alamein (1928-2020)
- Henry David Montgomery, 3e vicomte Montgomery d'Alamein (né en 1954)

## Généalogie
- Robert Montgomery (1809-1887) ∞ Frances Thomason († 1842), sœur de James Thomason, et eut plusieurs enfants, dont :
  - Henry Montgomery (1847-1932), évêque de Tasmanie Maud Farrar, fille de Frederic William Farrar, et eut neuf enfants, dont :
    - Bernard Law Montgomery, 1er vicomte Montgomery d'Alamein (1887-1976), Field Marshal[2] ∞ 1927 Elizabeth Carver (née Hobart), sœur du général de division Percy Hobart (1885-1957) et veuve d'Oswald Carver[3]; et eut un fils :
      - David Montgomery, 2e vicomte Montgomery d'Alamein (1928-2020)
        - Henry David Montgomery, 3e vicomte Montgomery d'Alamein (né en 1954)

## Galerie des titulaires de titres

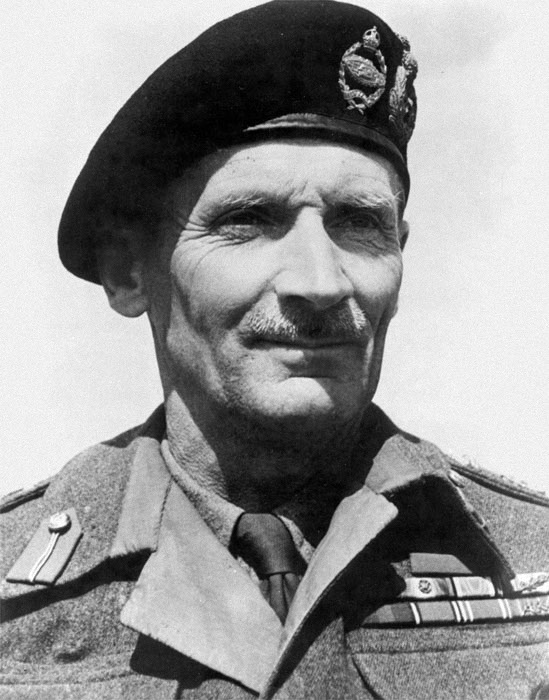
Bernard Montgomery, 1er vicomte Montgomery d'Alamein
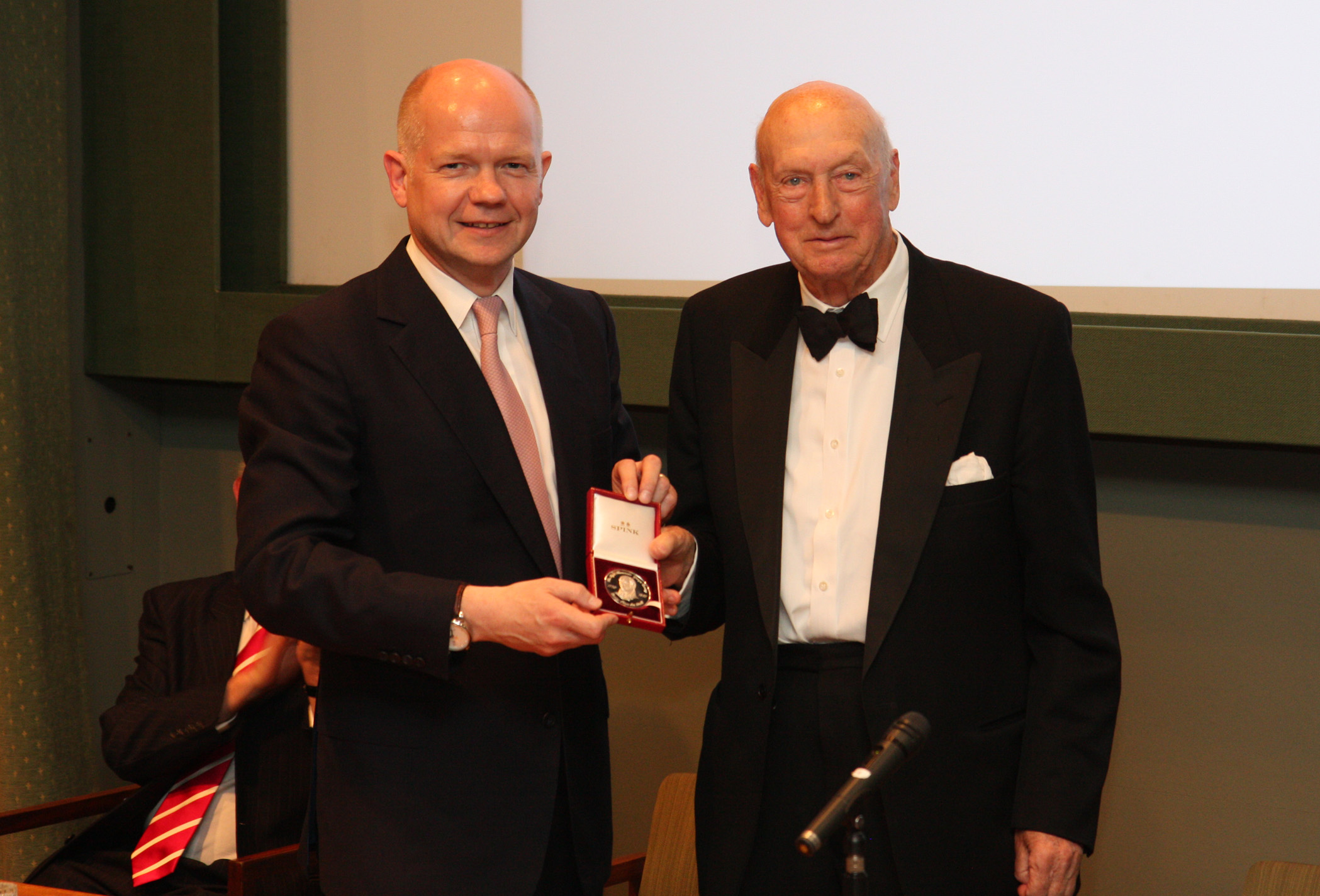
David Montgomery 2e vicomte Montgomery d'Alamein, (à droite), recevant la médaille Canning de William Hague en 2013